# القبو (فلسطين)
القبو قرية فلسطينية مهجرة، تبعد 18 كم إلى الجنوب الغربي من مدينة القدس. استولى اليهود على القرية في عام 1948 ودمّروا بيوتها بعد أن طردوا سكانها العرب منها.

## موقع القرية
تقع قرية القبو 3 كم تقريبًا إلى الشمال من طريق بيت جبرين– القدس، وكيلومترًا واحد تقريبًا جنوبي خط سكة حديد القدس– يافا. تربطها طريق ممهدة بكل من الطريق الرئيسية والسكة الحديدية المؤديّتين إلى القدس. كما تربطها طرق ممهدة أخرى بقرى بتّير، حوسان، وادي فوكين، الولجة ورأس أبو عمار.
أقيمت القبو على قمة جبل يعلو 760م عن سطح البحر، شرقي مقام الشيخ أحمد العمري. هذا الجبل هو أحد جبال القدس المنحدرة بشدّة نحو وادي السكة (عالية وادي الصرار) في الشمال. عُرفت القرية منذ العهد الروماني باسم “قوبي Qobi”، منه اشتقّ اسمها الحالي.
يجري إلى الغرب من القبو وادي شعب القبو، في حين يجري إلى الشرق منها وادي عين جامع وكلاهما ينحدر بشدّة نحو الشمال ليرفد وادي السكة. أكسبها موقعها أهمية إستراتيجية لوجودها على قمة جبل مرتفع من جهة، ولإحاطتها بثلاثة أودية من الجهات الشمالية، الغربية والشرقية من جهة ثانية، ما أعطاها ميزة الحماية وسهولة الدفاع.

## احتلال القرية وتطهيرها عرقيًّا
يشير «تاريخ حرب الاستقلال» إلى أنّ الكتيبة السادسة من لواء «هرئيل» التابع للجيش الإسرائيلي دخلت القرية في 21 تشرين الأول\ أكتوبر 1948، بُعيد بداية عملية «ههار».
في سياق ذلك، يشير المؤرخ الإسرائيلي بني موريس إلى أنّ القرية احتلت في 22- 23 تشرين الأول\ أكتوبر 1948. كان الهجوم الذي شنّ في أواخر الهدنة الثانية من الحرب يهدف إلى احتلال مجموعة من القرى الواقعة في القسم الجنوبي من الممرّ المؤدي إلى القدس. ويضيف موريس إلى أنّ القوات المحتلة عزمت على ألا تترك أية مجموعات مدنية في المنطقة، وبالتالي فإنّ مصير سكان القبو كان إما الطرد وإما الهرب نحو بيت لحم وتلال الخليل.
يبدو أنّ القبو تنقلت بين أيدي المتحاربين قبل انتهاء الحرب، إذ كانت من جُملة القرى التي تم التنازل عنها للاحتلال بمقتضى اتفاقية الهُدنة مع الأردن. كما يشير «تاريخ حرب الاستقلال» إلى أنّ الجيش الإسرائيلي دخل القرية من دون قتال في الأسابيع التي تلت 3 نيسان \ أبريل 1949، أي يوم توقيع الاتفاقية في رودس، حيث كانت القرية واحدة من أربع قرى تم التخلّي عنها في منطقة القدس، وبذلك بسطت «إسرائيل» سلطتها على امتداد خط سكة الحديد بين القدس والساحل.

## القرية اليوم
يكثر في موقع القرية ركام المنازل وحطامها. ينبت فيه شجر الزيتون، اللوز والصنوبر. كما تبدو مقبرة القرية في الجانب الجنوبي الشرقي من الموقع، حيث تشاهد سبعة قبور، ويبدو بعض العظام البشرية فيما نبش منها. كما لا يزال مسجد القرية قائمًا وهو مهجور مهمل، في صحنه حوض اصطناعي مجهز بدرجات، وثمة خلف المسجد ثلاث آبار. بالإضافة لذلك، يقع مقام الشيخ العمري خلف شبكة قديمة من قنوات الري.
هناك مجموعة من الدرجات الحجرية التي تؤدي إلى المدخل المقنطر لنبع عين القبو القديم. كما تغطّي غابة غرستها «إسرائيل» معظم الأراضي المتاخمة.

## المستعمرات الإسرائيلية على أراضي القرية
في سنة 1950، أنشئت متسعمرة «مفو بيتار» على أراضي القرية.